# Baldwin-Halbinsel
Die Baldwin-Halbinsel liegt am Polarkreis im Nordwesten des US-Bundesstaats Alaska. Sie erstreckt sich 72 km in nordwestlicher Richtung in den Kotzebue-Sund. Die Breite der Halbinsel liegt bei 19 km an ihrer breitesten und 2 km an ihrer schmalsten Stelle.
Die Stadt Kotzebue und der Ralph Wien Memorial Airport liegen am nördlichen Ende der Baldwin-Halbinsel. Hier endet das Hotham Inlet, in das die Flüsse Kobuk und Selawik münden. Im Südosten der Halbinsel liegt der Selawik Lake.
Benannt wurde die Halbinsel 1933 von Carl Joys Lomen (1880–1965) von der Lomen Reindeer Corporation nach Leonard D. Baldwin (1867–1933).